# Hasta la Vista Baby!
| Críticas profissionais                                                      | Críticas profissionais |
| Avaliações da crítica                                                       | Avaliações da crítica  |
| Fonte                                                                       | Avaliação              |
| --------------------------------------------------------------------------- | ---------------------- |
| AllMusic                                                                    | [ 1 ]                  |
| Esta tabela precisa de ser acompanhada por texto em prosa. Consulte o guia. |                        |

Hasta la Vista Baby! é um álbum ao vivo da banda irlandesa, U2, e lançado em 2000 exclusivamente para membros do fã clube da banda. O álbum tem 14 canções das 25 tocadas durante a PopMart Tour no México em 1997. O show inteiro foi disponibilizado anteriormente em 1998 como PopMart: Live from Mexico City. O concerto traz uma nova versão da canção "One", dedicado a Michael Hutchence, vocalista da banda INXS, que havia morrido algumas semanas antes. O nome do álbum vem da famosa frase "Hasta la vista, baby" do filme de 1991 Terminator 2: Judgment Day. O álbum foi gravado no Foro Sol, na Cidade do México, México, em 3 de dezembro de 1997.

## Faixas
Todas as letras escritas por U2, exceto "Pop Muzik" que foi escrita e gravada pela banda M. 
| N.º | Título                                 | Duração |  |
| 1.  | "Pop Muzik"                            | 3:07    |  |
| 2.  | "Mofo"                                 | 4:35    |  |
| 3.  | "I Will Follow"                        | 2:50    |  |
| 4.  | "Gone"                                 | 4:40    |  |
| 5.  | "New Year's Day"                       | 4:58    |  |
| 6.  | "Staring at the Sun"                   | 4:30    |  |
| 7.  | "Bullet the Blue Sky"                  | 6:10    |  |
| 8.  | "Please"                               | 6:57    |  |
| 9.  | "Where the Streets Have No Name"       | 6:34    |  |
| 10. | "Lemon" (Perfecto Mix)                 | 2:04    |  |
| 11. | "Discothèque"                          | 5:07    |  |
| 12. | "With or Without You"                  | 5:45    |  |
| 13. | "Hold Me, Thrill Me, Kiss Me, Kill Me" | 5:38    |  |
| 14. | "One"                                  | 6:06    |  |

## Créditos
- Bono – vocal
- The Edge – guitarra, Teclado, vocal
- Adam Clayton – Baixo
- Larry Mullen, Jr. – Bateria